# Wiktor Czysz
Wiktor Czysz (ur. 9 października 1896 w Poznaniu, zm. 18 stycznia 1966 tamże) – kapitan obserwator Wojska Polskiego.

## Życiorys
Syn Józefa i Antoniny z Manickich. Był członkiem konspiracyjnego Stowarzyszenia Samokształceniowego Młodzieży Polskiej „Iskra” oraz drużyny skautów im. Władysława Jagiełły.
W 1914 roku został powołany do armii cesarstwa niemieckiego. Ukończył kurs mechaników na Ławicy oraz kurs lotniczo-radiowy i bombowy w Berlinie. Od sierpnia 1914 do marca 1916 roku służył jako mechanik w Feldflieger-Abtailung 36, następnie do lutego 1917 r. w Flieger Ersatz Abtailung 7. 2 lutego 1917 roku został przeniesiony do Inspektion der Fliegertruppen w Berlinie, skąd w styczniu 1918 r. został przeniesiony do fabryki lotniczej w Stuttgarcie na stanowisko odbiorcy sprzętu radiowego.
Przedostał się do rodzinnego Poznania, gdzie wstąpił do Polskiej Organizacji Wojskowej. Podczas Powstania wielkopolskiego brał udział w walkach o Poznań i Stację Lotniczą Ławica. Wstąpił do Armii Wielkopolskiej i w lutym 1919 roku został skierowany na miesięczny kurs obserwatorów lotniczych, po jego ukończeniu objął stanowisko adiutanta 2 wielkopolskiej eskadry lotniczej. Wykonywał loty rozpoznawcze nad polsko–niemiecką linią demarkacyjną, podczas których były zrzucane ulotki propagandowe adresowane do Polaków tam zamieszkujących.
Został przydzielony do 3. wielkopolskiej eskadrze lotniczej, następnie trafił do 21. eskadry niszczycielskiej z którą wziął udział w wojnie polsko-bolszewickiej jako obserwator.
W 1921 roku brał udział w lotach nad obszarem plebiscytowym na Górnym Śląsku, podczas których polskie lotnictwo zrzucało ulotki propagandowe.
W Wojsku Polskim służył do 15 lipca 1923 roku kiedy został przeniesiony do rezerwy. Założył własną firmę handlową ale nie zerwał kontaktów z lotnictwem. W latach 1923–1933 należał do Związku Lotników Polskich. Na stopień podporucznika został mianowany ze starszeństwem z 1 lipca 1925 w korpusie oficerów rezerwy aeronautyki. Posiadał przydział w rezerwie do 3 pułku lotniczego w Poznaniu. Brał udział w ćwiczeniach lotniczych rezerwy. Działał w Stronnictwie Narodowym, z jego ramienia w 1938 roku został radnym miasta Poznania.
24 sierpnia 1939 roku został zmobilizowany i skierowany do 3. pułku lotniczego na stanowisko dowódcy 71. plutonu lotniskowego. Odpowiadał za organizowanie lotnisk polowych dla lotnictwa Armii „Poznań”. Po kampanii wrześniowej przekroczył granicę polsko-rumuńską i został internowany w Rumunii. W styczniu 1940 roku udało mu się uciec i przedostać do Francji. Pełnił funkcje dowódcy eskadr zapasowych w Camp de Carpiagne i Septfonds. Po upadku Francji przez Afrykę Północną został ewakuowany do Wielkiej Brytanii, gdzie wstąpił do RAF. Otrzymał numer służbowy P-1274.
Z uwagi na wiek nie został zaliczony do personelu latającego, służył na stanowisku dowódcy eskadr zapasowych w polskich bazach lotniczych w Blackpool, a następnie w Dunholme Lodge. Był też oficerem do spraw transportu i adiutantem stacji lotniczej.
Po zakończeniu wojny został zdemobilizowany w polskim stopniu porucznika i angielskim Fligt Lieutenanta . W 1946 roku zdecydował się na repatriację do Polski, wrócił do Poznania.
Założył sklep z galanterią skórzaną, który został w 1950 roku znacjonalizowany. Zatrudnił się w Poznańskich Zakładach Ceramiki Czerwonej. Jako były żołnierz Polskich Sił Zbrojnych został poddany operacyjnemu rozpracowaniu przez WUBP Poznań. W latach 1950–1951 i w 1952 przebywał w więzieniu, z którego został zwolniony braku dowodów. Aby uniknąć dalszych represji symulował chorobę psychiczną, przez pół roku przebywał w Zakładzie Psychiatrycznym w Gnieźnie. Po politycznej odwilży w 1956 roku odnowił kontakty z kolegami mieszkającymi na emigracji w Wielkiej Brytanii oraz w kraju. W latach 1958–1961, na Międzynarodowych Targach Poznańskich, był kierownikiem polskiego personelu w pawilonie USA. Ponowne zainteresowanie ze strony Służby Bezpieczeństwa, zmusiło go do rezygnacji z tego stanowiska.
Zmarł w Poznaniu 18 stycznia 1966 roku i został tam pochowany na Cmentarzu Junikowo (pole 12-B-2-25).

## Ordery i odznaczenia
Za służbę otrzymał odznaczenia:
- Krzyż Niepodległości,
- Medal Pamiątkowy za Wojnę 1918–1921,
- Miecze Hallerowskie,
- Wielkopolski Krzyż Powstańczy,
- Medal Lotniczy[9] .